# この広い野原いっぱい
「この広い野原いっぱい」（このひろいのはらいっぱい）は、1967年（昭和42年）1月2日にリリースされた日本のフォークソングである。オリジナル版は森山良子が歌唱した。

## 概要
小薗江圭子の作詞、森山良子の作曲によるフォークソングで、レコーディングされたものがフィリップス・レコードからリリースされている。
内容は、見渡す限りの大自然を、すべて捧げるかわりに、あなたからの手紙が欲しいと願う内容となっている。
作詞の小薗江圭子は「うちのネコ ぼくのネコ」「魔法のワルツ(魔法使いチャッピー)」「夕やけ番長」などの作詞のほか、『モザイクの馬』『耳かきのすきな王様』『生活美人』などの著作のある文筆家。「ツビレグ ツブレグ マーチ」「新しい動画 3つのはなし」のアニメ映像も担当した。2011年に76歳で没。

## エピソード
本曲は森山良子が東京・銀座の画廊を訪れた際に見つけたスケッチブックの詩に30分で曲をつけたものである。
森山が学生時代に自身が出演していたラジオ番組で本曲をオンエアしたところ、これが評判を呼ぶ。森山自身はジャズシンガー志望であったが、本曲をフィリップス・レコードから1967年1月2日にリリースするとヒットソングとなり、その後「禁じられた恋」「さとうきび畑」「涙そうそう」などジャズ以外の分野でばかりヒットソングに恵まれてしまう結果となった。その皮切りとなった曲がこの曲だったとされている。なお、森山自身は本曲のヒットによって本来目指していたジャズからフォークへの道を進んだことに際しては「あの時代ゆえだったのか……」と後に語っている。
この曲は、小学校の音楽の教科書にも採用され、1974年にNHK番組の『みんなのうた』でも採用されて全国的に放送されている。
2000年の夏に発売された、プレイステーション用のゲーム『ぼくのなつやすみ』のエンディングにも採用されている（歌は大藤史）。プレイステーション用のゲームのエンディングに昭和時代のフォークソングが採用された例は他にない。

## 収録曲
1. この広い野原いっぱい（FS-1006）
作詩：小薗江圭子[注 1]、作曲：森山良子、編曲：服部克久
2. 一番星の歌
作詩：佐々木毛茶布、作曲：麻田浩、編曲：服部克久

## みんなのうた
『みんなのうた』で紹介されたのは1974年4月-5月で、編曲は前田憲男、歌は森山自身が歌った。映像は実写で、城ヶ島でロケーションが行われた。
『みんなのうた』での放送後、視聴者からの楽譜の希望が多かった曲の一つである。
1983年3月21日放送の『特集みんなのうた』では再放送されたが、通常番組では再放送されなかった。だが2011年からの「みんなのうた発掘プロジェクト」で映像が発見され、2012年3月16日深夜（3月17日未明）放送の『みんなのうた発掘スペシャル』内で、38年弱ぶりの再放送となった。

## カバー
- 桑田佳祐 - 2014年発売の『昭和八十八年度! 第二回ひとり紅白歌合戦』に収録。
- やなわらばー - 2015年4月8日発売の『縁唄～フォークソングとやなわらばー～』に収録。
- 木山裕策 - 2020年12月16日発売のアルバム『花 麗しき日本の愛唱歌』に収録。
- 天地真理 - 1972年9月21日発売のアルバム『虹をわたって』に収録。